# Ragazze belle e morte
Ragazze belle e morte (Fine mrtve djevojke) è un film del 2002 diretto da Dalibor Matanić.